# Sailungeswor
Sailungeswor (nepalski: शैलुङ्गेश्वर) – gaun wikas samiti w środkowej części Nepalu w strefie Dźanakpur w dystrykcie Dholkha. Według nepalskiego spisu powszechnego z 2001 roku liczył on 437 gospodarstw domowych i 2183 mieszkańców (1124 kobiet i 1059 mężczyzn).